# Ophrys insectifera
Ophrys insectifera là một loài thực vật có hoa trong họ Lan. Loài này được L. mô tả khoa học đầu tiên năm 1753.
Đây là loài bản địa châu Âu và ưa thích đất phèn. Tên gọi của loài insectifera vì cụm hoa giống một con ruồi, mặc dù loài này phụ thuộc vào loài wasp và ong để thụ phấn. Loài thực vật này sử dụng mùi hương để thu hút con đực và ong thụ phấn cho hoa mà khi các loài côn trùng này cố gắng giao phối với hoa. Hương thơm phát hành bởi những bông hoa bắt chước pheromone tình dục của con cái.

## Hình ảnh

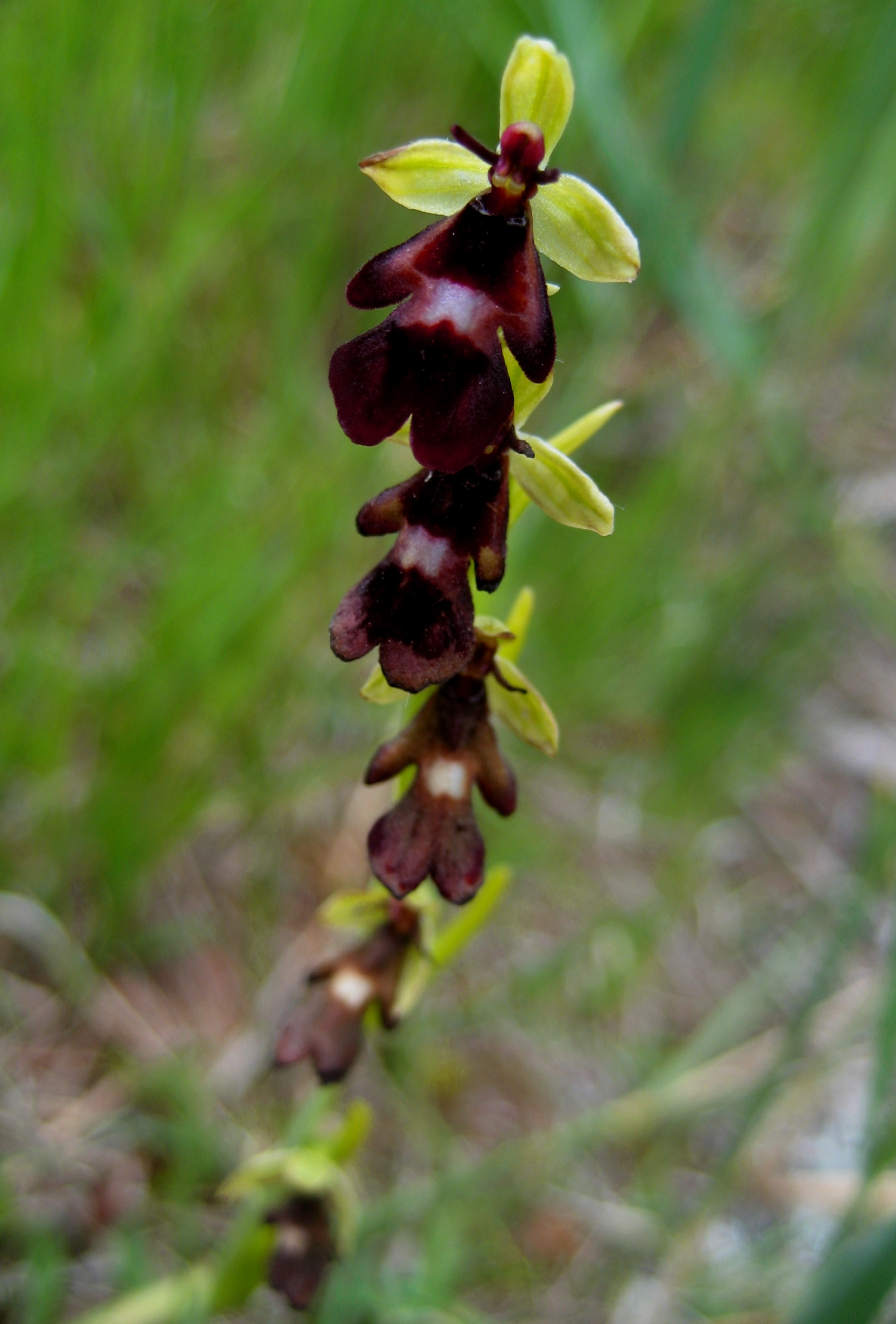
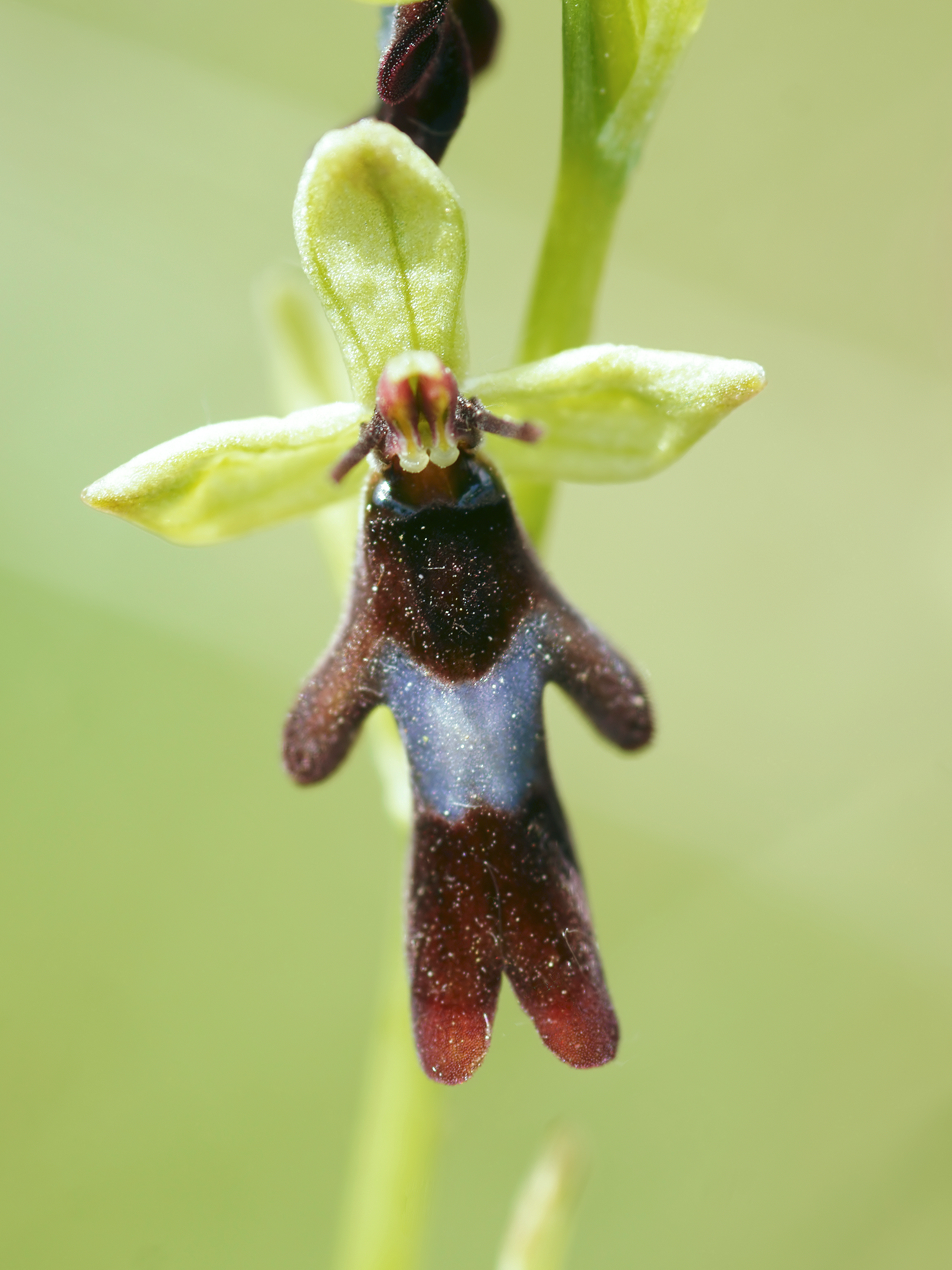
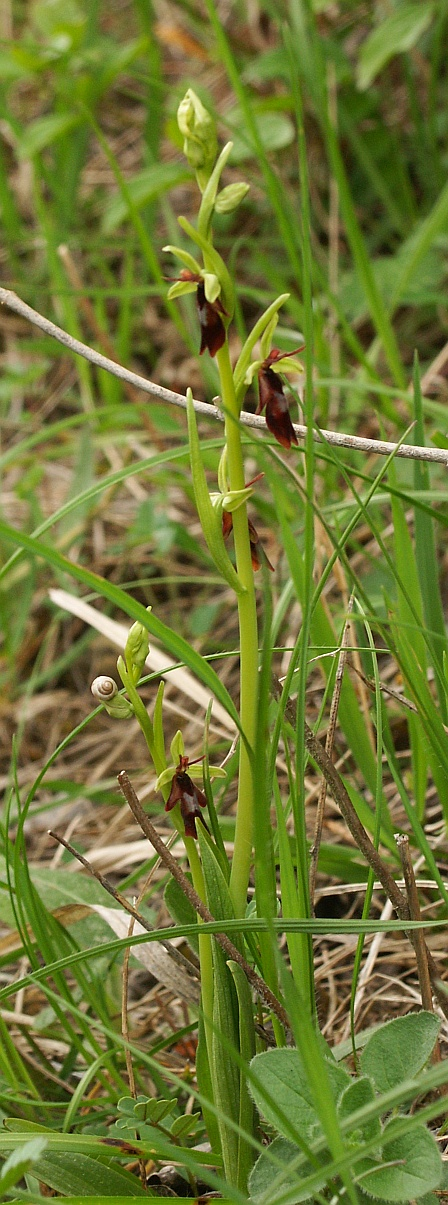
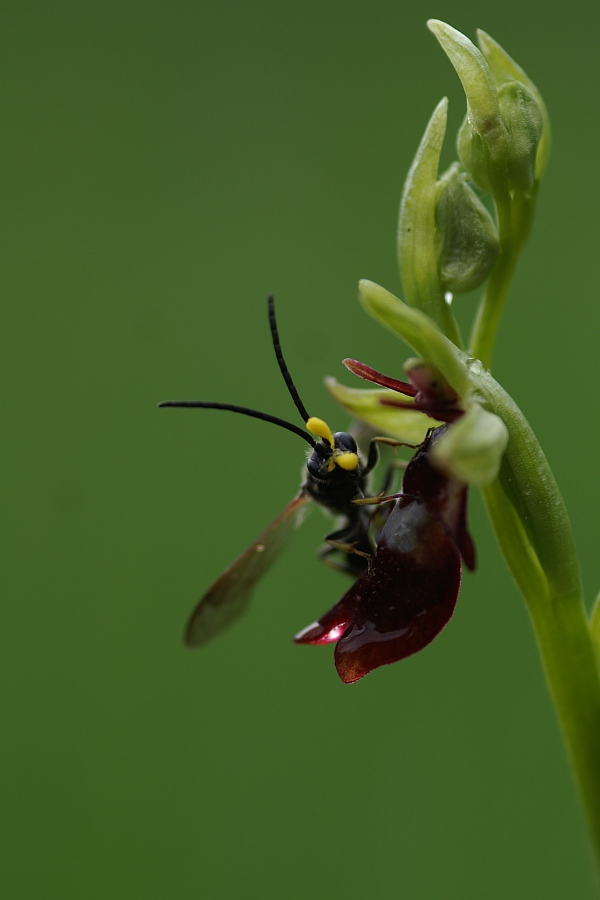